# 7921 Huebner
A 7921 Huebner (ideiglenes jelöléssel 1982 RF) a Naprendszer kisbolygóövében található aszteroida. Edward L. G. Bowell fedezte fel 1982. szeptember 15-én.